# Mogens Schou
Mogens Abelin Schou (ur. 24 listopada 1918 w Kopenhadze, zm. 29 września 2005) – duński lekarz psychiatra, autor pionierskich prac dotyczących leczniczego działania soli litu w chorobie afektywnej dwubiegunowej. Był autorem około 500 publikacji.

## Życiorys
Syn psychiatry, Hansa Jacoba Schou (1886–1952). Studiował medycynę na Uniwersytecie Kopenhaskim, studia ukończył w 1944 roku. Odbywał staże w kraju za granicą, m.in. u Hermana Kalckara w Kopenhadze, Heinricha Waelscha w Nowym Jorku, Rolva Gjessinga i Erika Strömgrena. Od 1951 roku związany ze szpitalem psychiatrycznym w Risskov koło Aarhus. W 1965 został adiunktem na Uniwersytecie Aarhus, od 1971 kierował Katedrą Psychiatrii Biologicznej. Za swoje osiągnięcia otrzymał szereg nagród, m.in. Nagrodę Anna-Monika (1968/1969) i Nagrodę Laskera (1987). Zmarł na zapalenie płuc, kilka dni wcześniej uczestniczył w spotkaniu International Group for the Study of Lithium-Treated Patients w Polsce.